# Alfred Dent
Pour les articles homonymes, voir Dent (homonymie).
Alfred Dent, né le 12 décembre 1844 à Londres et mort 23 novembre 1927, fut un commerçant et entrepreneur britannique, qui fut fondateur de la British North Borneo Company.

## Biographie
Fils de Thomas Dent, Alfred Dent fréquente Eton College de 1858 à 1862, avant d'entrer dans l'entreprise familiale la Dent & Co..
C'est dans le cadre de ses affaires en Asie de l'Est et du sud-est que Dent est amené à signer le 22 janvier 1878, en compagnie du baron von Overbeck (de), un accord avec le sultan de Brunei Abdul Momin, qui stipule que le Bornéo du Nord (actuel État de Sabah) est cédé ou loué aux britanniques. Cette opération ayant été initiée par le diplomate Sir Rutherford Alcock, l'amiral Sir Henry Keppel (en), ainsi que par le banquier et parlementaire Richard Biddulph Martin.
En 1881, est alors créer une association provisoire du Bornéo du Nord britannique, qui devient l'année suivante une compagnie à charte, la North Borneo Chartered Company.
Dent fut, à la suite, placé à la tête de la firme Dent Brothers and Co, négociants et commissionnaires de la cité de Londres. Il assura également la présidence des Caledonian (Ceylon) Tea Estates et de la Shanghai Construction Electric Company. Il sera également administrateur de la Chartered Bank of India, Australia and China (en), de la London County and Westminster Bank et de la Royal Exchange Assurance Corporation (en).
En 1896, Alfred Dent épousa Margaret Aird qui lui donna un fils, Alfred Leslie Dent, né en 1897. 
En 1898, Dent a été nommé membre à la Indian Currency Committee (en), dans la même année a été fait chevalier commandeur de l'Ordre de Saint-Michel et Saint-Georges (KCMG). 
Alfred Dent avait une maison à Eastbourne dans le sud-est de l'Angleterre, et a officié comme shérif du Sussex en 1908.